# Masatoshi Shinomaki
Masatoshi Shinomaki (født 6. oktober 1946) er en japansk judoka, som vandt verdensmesterskaberne i den åbne vægtklasse i 1969 og 1971. Han deltog også ved Sommer-OL 1972 i München

## Karriere
Hans første internationale medaljer vandt han ved World University Judo Championships i Prag i 1966. Her vandt han guld i vægtklassen +93 kg over den sovjetiske Valentin Gutsu. Han vandt også guld i den åbne vægtklasse over landsmanden Fumio Sasahara.
Han deltog i sit første VM i 1967 i Salt Lake City, hvor han fik en bronzemedalje i den åbne vægtklasse.
Ved Universiaden i Tokyo 1967 vandt han guld i den åbne vægtklasse over sydkoreaneren Kim Chung-Joo.
I 1969 vandt han for første gang guld ved et VM, da han vandt over hollænderen Wim Ruska i den åbne vægtklasse.
Året efter vandt han All Japan mesterskabet over Tsukio Kawahara.
Ved VM i judo 1971 i Ludwigshafen vandt han igen guld i den åbne vægtklasse, da han slog den sovjetiske Vtaly Kuznetsov i finalen.
Ved Sommer-OL 1972 deltog han i den åbne vægtklasse, men blev slået i kvartfinalen af tyskeren Klaus Glahn.

## Eksterne henvisininger
- Masatoshi Shinomakis profil på Sports-Reference OL-resultater (arkiveret) (engelsk)
- Masatoshi Shinomakis profil på Olympedia (engelsk)
- Masatoshi Shinomaki hos JudoInside.com (engelsk)